# Jatuporn Prompan

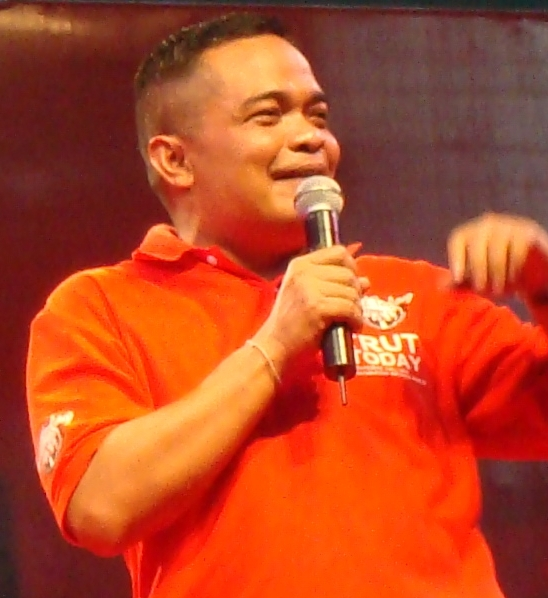
Jatuporn Prompan (2008)

Jatuporn Prompan (Thai: จตุพร พรหมพันธุ์, RTGS: Chatuphon Phromphan, Aussprache: [ʨàtùpʰɔːn pʰrompʰan], Rufname Tu, ตู่, Aussprache: [tùː]; * 5. Oktober 1965 im Landkreis Ban Na San der Provinz Surat Thani, Süd-Thailand) ist ein thailändischer Politiker und Aktivist. Er ist einer der Anführer der United Front for Democracy Against Dictatorship (UDD, „Rothemden“), seit 2014 ihr Vorsitzender, und ein führendes Mitglied der Pheu-Thai-Partei.

## Leben

### Ausbildung und frühes politisches Engagement
Jatuporn verließ bereits mit acht Jahren das Haus seiner Eltern, um bei seinem Bruder in Nakhon Si Thammarat zu leben. Nach dem Tod seines Vaters 1977 ging er nach Bangkok. Er lebte dort im Tempel Wat Bowonniwet, wo sein Bruder Mönch war. Er begann eine Berufsausbildung als Bauarbeiter. Drei Jahre lang arbeitete er als freiwilliger Lehrer in einer abgelegenen Bergregion in der Provinz Chiang Mai. Anschließend studierte er Politikwissenschaft an der Ramkhamhaeng-Universität und schloss mit einem Bachelor-Grad ab.
Sein politisches Engagement begann er mit der Teilnahme an den Massenprotesten gegen die vom Militär gestützte Regierung von General Suchinda Kraprayoon im Mai 1992.
1996 schloss er sich Palang Dharma an und ging 1998 zu Thai Rak Thai (TRT). Nach dem Verbot von TRT wechselte er 2007 zu Phak Palang Prachachon (PPP) für die er als Kandidat bei den Parlamentswahl in Thailand 2007 teilnahm. Nach dem Verbot der PPP ging er zu der Pheu-Thai-Partei (PTP).

### „Rothemden“-Führer
Er war während der Unruhen in Bangkok 2010 einer der Anführer der National United Front of Democracy Against Dictatorship (kurz UDD, deutsch: Vereinigte nationale Front für Demokratie gegen Diktatur; im Volksmund „Rothemden“). 
Als die Armee das im Zuge der Unruhen in Bangkok 2010 besetzte Gebiet am 19. Mai stürmte, rief Jatuporn die Demonstranten dazu auf, sich zu ergeben, um weitere Verluste zu vermeiden.
Nach den Unruhen wurde Jatuporn, unter anderem von Suthep Thaugsuban, der Verschwörung zum Mord an Khattiya Sawasdipol beschuldigt und wegen Terrorverdachts inhaftiert. Wegen seiner Inhaftierung war es ihm, trotz des achten Platzes auf der Liste der PTP, nicht erlaubt, an der Parlamentswahl in Thailand 2011 am 3. Juli teilzunehmen. Nachdem das Repräsentantenhaus erstmals nach der Wahl zusammentrat, wurde sein Abgeordnetenstatus dennoch von der Wahlkommission Thailands (ECT) gebilligt und er wurde am 2. August auf Kaution entlassen.
Am 18. April 2011 wurde er, zusammen mit 17 anderen Anführern der UDD, vom Department of Special Investigation (DSI) vorgeladen um Vorwürfen der Majestätsbeleidigung, die in Thailand mit mehrjährigen Haftstrafen hart bestraft wird, nachzugehen.
Ein Strafgericht verurteilte ihn am 27. September 2012 wegen Diffamierung des früheren Premierministers Abhisit Vejjajiva zu sechs Monaten Haft auf Bewährung sowie einer Zahlung von 50.000 Baht. Das Gericht folgte der Anklage nur teilweise. Laut der von Abhisit am 15. März 2010 angestrengten Anklage war dieser von Jatuporn in einer öffentlichen Rede am 15. Februar beschuldigt worden, Soldaten zu außergerichtlichen Tötungen angestiftet zu haben. Dies befand das Gericht als verleumderisch und als Anstiftung zum Hass gegen den Ankläger. Eine weitere Behauptung, Abhisit hätte sich illegal der Wehrpflicht entzogen, wollte das Gericht nicht verurteilen, weil es die Echtheit der vorgelegten Dokumente über Abhisits Status als Reservist angesichts fehlender wichtiger Unterschriften bezweifelte.
Am 16. März 2014 wurde Jatuporn als Nachfolger Thida Thavornseths zum Vorsitzenden der UDD ernannt.